# Cistícola xiuladora
La cistícola xiuladora (Cisticola lateralis) és una espècie d'ocell de la família dels cisticòlids.
Els hàbitats naturals inclouen boscos secs subtropicals o tropicals, sabana seca i sabana humida.

## Hàbitat i distribució
Es pot trobar a diverses regions d'Àfrica, com ara Angola, Benín, Burundi, Camerun, República Centreafricana, República del Congo, Costa d'Ivori, el Gabon, Gàmbia, Ghana, Guinea, Kenya, Libèria, Mali, Nigèria, Senegal, Sierra Leone, Sudan, Togo, Uganda i Zàmbia.

## Taxonomia
El nom del gènere, Cisticola, va ser erigit pel naturalista alemany Johann Jakob Kaup el 1829.
Cisticola deriva del grec antic kisthos, "rossa", i del llatí colere, "habitar".

### Subespècies
- Cisticola lateralis modestus
- Cisticola lateralis lateralis
- Cisticola lateralis antinorii

## Descripció
La cistícola xiuladora és un ocell de mida mitjana que té una longitud corporal de 13-16 cm. Els mascles pesen entre 14 i 21 grams i les femelles entre 12 i 19 grams.
Els mascles reproductors tenen les galtes de color gris-marró i el pili i les parts inferiors de color marró sutge. La cua també és de color gris-marró amb el cos principal majoritàriament marró fosc, amb tocs de marró vermellós. A més, la majoria dels mascles tenen la gola de color blanc, el bec negre i les potes de color rosa apagat. Quan els mascles no estan en època de reproducció, adquireixen un color més marró vermellós, el color de la panxa és més pujat i el pit més grisós.
Les femelles de cistícola solen tenir plomes més pàl·lides, un bec més marró i una forma corporal més esvelta que els mascles. Els joves són més prims que els adults i el ventre és d'un color groc apagat. El bec és marró amb trossos de groc i alguns tenen les parts inferiors de color vermell brillant.
La subespècie antinorii és d'un marró més pàl·lid amb una complexió més esponjosa i sense canvis de plomatge estacionals. La modestus és de mida més petita i tot el plomatge és més vermellós, juntament amb el pili gris-marró.

## Distribució i rang
Aquesta espècie és molt diversa i la tendència poblacional sembla estable, per tant, no s'acosta als llindars de vulnerabilitat sota el criteri de mida de l'abast o tendència de la població. La subespècie antinorii es pot trobar des de la República Centreafricana fins a l'oest de Kenya, el lateralis des de Senegambia fins a Nigèria i Camerun i el modestus des de Gabon fins al nord d'Angola i el sud de la República Democràtica del Congo.

## Ecologia

### Dieta i comportament de caça
La dieta de les cistícoles xiuladores consisteix principalment en insectes i vertebrats. Aquests inclouen tèrmits (Isoptera), escarabats (Coleoptera), llagostes (Orthoptera), insectes (Hemiptera) i aranyes (Araneae). Acostumen a caçar i buscar farratge en famílies i grups, rarament sols. Aquests grups extreuen nutrients de diverses vegetacions del sòl o prop del seu entorn.

### Reproducció
Les cistícoles mascles són polígams, però tenen períodes de reproducció solitaris i territorials. Cantaran des de les capçades dels arbres, a la vista de les femelles i ocasionalment faran vols d'exhibició.
Les femelles construeixen nius discrets sovint amb forma ovular amb entrades laterals. Estan fets d'herba seca i fulles verdes que s'uneixen amb teranyines i fulles addicionals a la part superior per crear camuflatge. Un niu comú pot arribar a sobresortir entre 0,2 i 0,6 metres del terra. La posta mitjana és d'uns 2-3 ous i els pollets són alimentats tant pel mascle com per la femella.